# Sigurð Joensen
Jóhan Hendrik Sigurð Joensen (født 27. april 1911 ved Gjógv, død 1. oktober 1993) var en færøsk advokat, forfatter og politiker (T). Joensen giftede sig med journalisten og feministen Sigrið av Skarði i 1938. Flere af hans børn og børnebørn har gjort sig gældende indenfor færøsk forskning og kulturliv, herunder Turið Sigurðardóttir, Sigri Mitra Gaïni og Firouz Gaïni. Desuden er barnebarnet Sólrun gift med Danmarks tidligere statsminister Lars Løkke Rasmussen. Fra 1941 til 1945 var Joensen redaktør for tidsskriftet Búgvin. I 1948 var Joensen med til at grundlægge Tjóðveldisflokkurin sammen med Erlendur Patursson, Jákup í Jákupsstovu og Hanus við Høgadalsá, og fra 1958 til 1970 var Joensen lagtingsmedlem for partiet.
Han fik Tórshavn byråds børnebogpris for Kálvamuan, Lítli Sjúrður og Lambamæið i 1977, og Mentanarvirðisløn M. A. Jacobsens for Eg stoyti heitt i 1987.

## Hæder
- 1977 - Modtog Barnamentanarheiðursløn Tórshavnar býráðs
- 1987 - Modtog M. A. Jacobsens litteraturpris fra Thorshavn byråd